# Charles-Simon Catel
Charles-Simon Catel (ur. 10 czerwca 1773 w L’Aigle w Normandii, zm. 29 listopada 1830 w Paryżu) – francuski kompozytor i teoretyk muzyki.

## Życiorys
W latach 80. XVIII wieku studiował w École royale de chant w Paryżu, gdzie uczył się kompozycji u François-Josepha Gosseca oraz gry na fortepianie u Louisa Goberta. Od 1787 roku był kompozytorem i akompaniatorem w tej szkole, a w latach 1790–1802 także akompaniatorem paryskiej Opery. Podczas rewolucji francuskiej, od 1790 roku wraz z Gossekiem dyrygował orkiestrą Gwardii Narodowej i pisał na jej potrzeby różne utwory okolicznościowe (m.in. Hymne à l’égalité 1791 i Ode patriotique 1792). W 1795 roku objął posadę profesora harmonii w nowo utworzonym Konserwatorium Paryskim. W 1814 roku został mianowany inspektorem tej uczelni, jednak ze względów politycznych dwa lata później musiał zrezygnować ze stanowiska. W 1819 roku, po klęsce scenicznej swoich dwóch ostatnich oper, wycofał się z życia publicznego.
W 1825 roku został odznaczony krzyżem kawalerskim Orderu Legii Honorowej.

## Twórczość
Skomponował m.in. trzy symfonie koncertujące, marsze wojskowe, sześć kwintetów smyczkowych, sześć kwartetów na smyczki i instrumenty dęte, sześć sonat fortepianowych. Największą sławę zapewniły mu jednak opery, m.in. Sémiramis (1802), L’auberge de Bagnères (1807), Les bayadères (1810), Wallace ou Le ménestrel écossais (1817). Początkowe opery były utrzymane w tonie tragédie lyrique, późniejsze stanowią już zapowiedź powstania XIX-wiecznej grand opéra.
Był także autorem wydanej w 1802 roku w Paryżu rozprawy Traité d’harmonie, przez długi czas ważnego podręcznika do harmonii, przetłumaczonego także na inne języki.